# نيل بيرغر
نيل بيرغر (بالإنجليزية: Neil Burger) هو مخرج أمريكي من كونيتيكت، مشهور بأفلامه مثل Interview with the Assassin عام 2002 وThe Illusionist عام 2006.

## حياته
تخرج بيرغر من جامعة يايل بشهادة البكالوريوس في الفنون، وشارك فيما بعد في أفلام تجريبية في الثمانيات.
برغير الذي قام بأخراج وكتابة فيلمه Interview with an Assassin الذي فاز بجائزة أفضل فيلم في مهرجان وودستوك السينمائي، كما رشح الفيلم لثلاث جوائز في مهرجان الأفلام المستقلة بما فيها أفضل فيلم.
كما قام بيرغر بأخراج المخادع عن قصة قصيرة لستيفن ميلهيزير تدعى Eisenheim the Illusionist. الفيلم عرض عام 2006 في مهرجان صيندانس السينمائي كما عرض في مهرجان سياتل السينمائي قبل أن ينزل في دور العرض في 18 أغسطس 2006.
قال بيرغر أنه يعمل على فيلم مستوحى من The Big Knockover وهى قصة قصيرة لداسيل هاميت.
بيرغر سوف يطلق عمل عن المجرمين في نيويورك الذين يتحدون مع بعضهم البعض للبحث والنيل من الأرهابين أنفسهم، عندما تبدأ عمليات الشرطة بالتدخل في اعمالهم.

## أفلامه

### مخرج
- Interview with an Assassin في 2002
- The Illusionist في 2006
- The Return في 2008

### كاتب
- Interview with an Assassin في 2002
- The Illusionist في 2006
- The Return في 2008

## وصلات خارجية
- نيل بيرغر على موقع IMDb (الإنجليزية)
- نيل بيرغر على موقع روتن توميتوز (الإنجليزية)
- نيل بيرغر على موقع ألو سيني (الفرنسية)
- نيل بيرغر على موقع أول موفي (الإنجليزية)
- نيل بيرغر على موقع بوكس أوفيس موجو (الإنجليزية)
- نيل بيرغر على موقع قاعدة بيانات الأفلام السويدية (السويدية)
- نيل بيرغر على موقع قاعدة بيانات الفيلم (الإنجليزية)
- نيل بيرغر على موقع كينوبويسك (الروسية)

صفحته على imdb